# Sylvain Archambault
Sylvain Archambault (Granby, 27 de fevereiro de 1964) é um cineasta canadense.

## Carreira
Enquanto estudante na Universidade Concórdia, produziu documentários, além de vídeos e clipes para artistas de Quebec e formou-se em 1986. Iniciou sua carreira como produtor executivo em mais de mil filmes publicitários e entre 1997 a 2005, foi diretor em outros 200 filmes nesta categoria, realizados em várias partes do mundo, como África do Sul, México, França e Estados Unidos. São suas, a direção de importantes campanhas publicitárias para empresas e instituições, como para a cervejaria Labatt Brewing Company, a Chrysler, General Motors, Volkswagen, Coca-Cola (todas subsidiárias do Canadá), ou para o COI e as Forças Armadas Canadenses. A partir de 2006, passou a dirigir telefilmes e longa-metragens.

## Filmografia
- Le négociateur (2006) - fez uma ponta como ator
- Le 7e Round (2006)
- Bob Gratton: ma vie, my life (2007)
- Les Lavigueur, la vraie histoire (2008)
- Pour toujours, les Canadiens! (2009)[3]
- Piché, entre ciel et terre (2010)[3]
- French Kiss (2011)[3]
- Mensonges (2013)
- La Garde (2014)[3][4]
- Vermelho Brasil (2014)[5]